# Aphrophila pallens
Aphrophila pallens är en tvåvingeart som först beskrevs av Philippi 1866.  Aphrophila pallens ingår i släktet Aphrophila och familjen småharkrankar. Inga underarter finns listade i Catalogue of Life.